# Кожокару, Алина
Алина Кожокару (рум. Alina Cojocaru; род. 27 мая 1981, Бухарест, Румыния) — румынская балерина. Является главной танцовщицей Английского национального балета, а ранее — Королевского балета.

## Биография

### Ранние годы
Алина Кожокару родилась и выросла в Бухаресте. У неё есть одна сестра. С раннего возраста занималась гимнастикой, позже начала заниматься балетом, хотя никогда в жизни сама его не видела.

### Обучение
В возрасте 7 лет она начала заниматься гимнастикой, а в возрасте 9 лет поступила в бухарестскую балетную школу. Позже в том же году она сдала вступительный экзамен в школу и через несколько месяцев была выбрана (вместе с другими румынскими студентами) директором Киевской балетной школы для участия в студенческом обмене.
Она оставила свою семью, чтобы репетировать в школе, и совсем не говорила по-русски. Первоначально Кожокару и другие румынские студенты обучались отдельно, а затем были интегрированы с другими студентами на третьем курсе.
Балетная школа давала публичные представления каждые шесть месяцев, и именно в одном из этих спектаклей Кожокару дебютировала, исполнив роль Амура в «Дон Кихоте».
В январе 1997 года, в возрасте 15 лет, она участвовала в международном балетном конкурсе «Prix de Lausanne». Там она получила шестимесячную стипендию для обучения в Королевской балетной школе в Лондоне. В июне она завоевала серебряную медаль на московском балетном конкурсе и произвела впечатление на публику в спектакле «Мушкетер» Аллы Рубиной. Позже в том же году она переехала в Лондон, чтобы начать свое обучение, но совершенно не говорила по-английски.

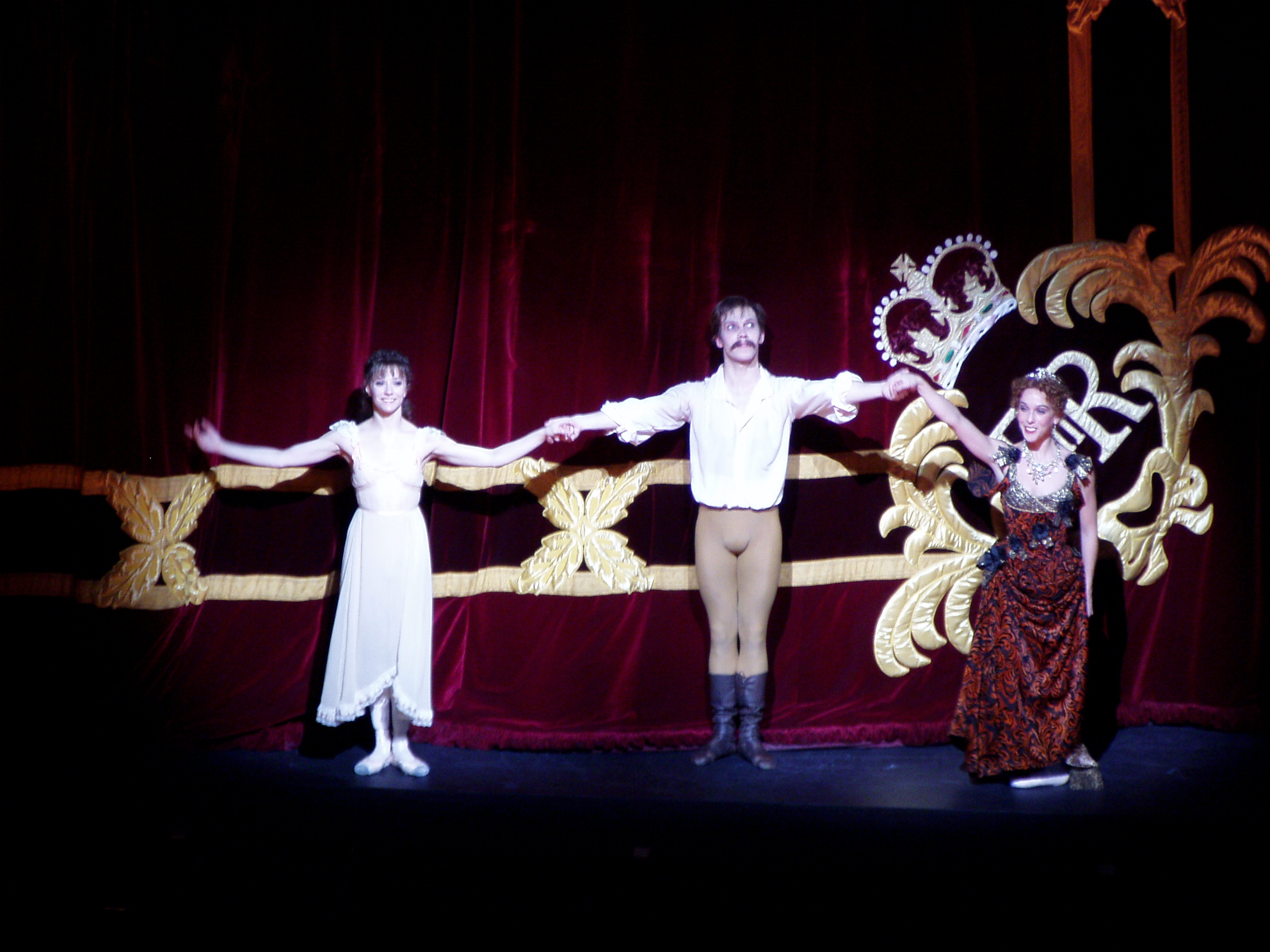
Алина Кожокару, Йохан Кобборг, Лаура Морера, занавес Майерлинга, Королевский балет, 10 апреля 2007 года

### Профессиональная карьера
После завершения шестимесячного обучения в Королевской балетной школе Кожокару был предложен контракт на вступление в Королевский балет в качестве члена кордебалета. Ей также предложили контракт на вступление в Киевский балет в качестве главной танцовщицы. Впоследствии она присоединилась к Киевскому балету в ноябре 1998 года, полагая, что приобретет больший опыт. Она осталась на один сезон, танцуя разные роли.
Танцуя в киевском балете, Кожокару вновь подала заявку на участие в лондонском Королевском балете, но была приглашена только на просмотр в кордебалет. Она присутствовала на просмотре для труппы во время отпуска из Киевского балета, и ей предложили контракт. Сомневаясь в возможностях развития в других странах, она приняла контракт и присоединилась к балету в ноябре 1999 года. Впоследствии, в 2001 году, она была повышена до главной танцовщицы. В 2004 году она получила премию «Benois de la Danse» за свое воплощение Золушки.
Первые выступления Кожокару в труппе включали в себя выступления на гала-концерте открытия обновленного Королевского оперного театра, а также выступления с кордебалетом в «Королевстве теней» из «Баядерки», в роли снежинки в «Щелкунчике» и в роли куклы в «Коппелии».
Одним из самых ярких моментов её карьеры является партнерство с главным датским танцором Йоханом Кобборгом. Партнерство началось в 2001 году, когда они танцевали вместе в «Ромео и Джульетте» после того, как Кожокару заменила травмированную Мияко Ёсиду. С тех пор сотрудничество Кобборга и Кожокару было названо одним из величайших в истории балета, и они танцевали вместе в Королевском театре и во всём мире.
В 2012 году Кожокару стала первой балериной, дважды получившей премию «Benois de la Danse», на этот раз за «Лилиом» Джона Ноймайера с Гамбургским балетом. Главная роль Джули также стала первым разом, когда вокруг Кожокару был создан полнометражный балет.
В июне 2013 года она объявила, что вместе с Кобборгом покинет Королевский балет в конце сезона 2012/13. Их последнее выступление в Лондоне состоялось в «Майерлинге» 5 июня, затем последовали запланированные выступления 10 и 12 июля с труппой в Токио.
В июле 2013 года, после своего ухода из Королевского балета, Кожокару присоединилась к Английскому национальному балету в качестве главной танцовщицы. Труппой руководила её бывшая коллега по королевскому балету Тамара Рохо, которая также являлась гостьей Гамбургского балета. Теперь она делила свое время между Лондоном и Гамбургом, где у неё сложились тесные творческие отношения с Джоном Ноймайером.
В декабре 2013 года она присоединилась к Румынскому национальному балету в качестве директора после того, как Кобборг стал художественным руководителем труппы. Однако в 2016 году действия нового руководства Бухарестского национального оперного театра привели к тому, что Кобборг и Кожокару подали в отставку, вызвав протесты танцоров. Новое руководство тогда, запретило им даже посещать театр.
Она получила премию Critics’ Circle National Dance Awards 2017 За выдающееся исполнение главной роли в балете Акрама Хана «Жизель». В 2020 году она выступала с самостоятельным продюсерским шоу «Алина в Сэдлерс-Уэллсе» в театре «Сэдлерс-Уэллс». Шоу включало в себя «Маргариту и Армана» Фредерика Аштона и «Воспоминания» Тима Раштона, новую заказную пьесу, которую она танцевала с Йоханом Кобборгом.

### Травма
В 2008 году во время репетиции, когда неизвестный партнер не поймал её при прыжке, Кожокару получила хлыстовую травму, которая могла бы положить конец её карьере. Но после операции и нескольких месяцев отдыха, а также следуя реабилитационному режиму под руководством Патрика Рампа, она успешно восстановилась и в конце концов вернулась к танцам.

### Личная жизнь
Кожокару живёт со своим мужем Йоханом Кобборгом. После того как Кобборг стал её самым частым партнером, в 2005 году было публично объявлено, что у них романтические отношения. В мае 2011 года Кожокару выступала в качестве гостя в Метрополитен-Опера в Нью-Йорке, но её партнер по танцам был ранен, поэтому Кобборг неожиданно прилетел, чтобы заменить её, и удивил Кожокару, сделав ей предложение на её 30-летие. Вскоре после этого было объявлено об их помолвке. В мае 2017 года Кожокару объявила в Twitter, что она и Кобборг ждут своего первого ребёнка. 10 октября 2017 года Кобборг объявил в Twitter, что Алина родила их дочь Талию Чулпан.

## На DVD
Выступление Кожокару в роли Клары в постановке Королевского балета Питера Райта «Щелкунчик» было записано на пленку и впервые транслировалось в США в 2001 году. Он доступен на DVD-диске. Её выступление в роли Авроры в новой постановке Королевского балета «Спящая красавица» не транслировалось в США, но доступно на DVD.
Её выступление в роли Жизели вместе с Йоханом Кобборгом в роли Альбрехта было записано в 2006 году, транслировалось в Англии в день подарков и выпущено на DVD в следующем году.

## Награды
- Кавалер ордена «За заслуги» (2002, Румыния)[20].
- Офицер ордена Британской империи (2023, Великобритания)[21].